# Tambia River
Tambia River är ett vattendrag i Fiji.   Det ligger i divisionen Norra divisionen, i den nordöstra delen av landet, 210 km norr om huvudstaden Suva. Tambia River ligger på ön Vanua Levu.